# Nguyễn Văn Linh
Nguyễn Văn Linh (tên khai sinh: Nguyễn Văn Cúc; 1 tháng 7 năm 1915 – 27 tháng 4 năm 1998) là Tổng bí thư Ban Chấp hành Trung ương Đảng Cộng sản Việt Nam giai đoạn 1986–1991. Thời kỳ là Tổng Bí thư, ông nổi tiếng với bút danh N.V.L. (sau này ông cho biết đó là "Nói Và Làm") với một loạt những bài báo trong chuyên mục Những việc cần làm ngay trên báo Nhân Dân bàn về những việc cần phải chấn chỉnh trong xã hội. Ông được xem là người mở đường và có công lớn trong công cuộc Đổi Mới của Việt Nam sau khi nó được khởi xướng từ người tiền nhiệm của ông, Tổng bí thư Trường Chinh. Ngoài ra, các báo chí phương Tây còn gọi ông Linh là "Gorbachev của Việt Nam" theo tên nhà lãnh đạo Liên Xô, người đã giới thiệu Perestroika trước đó vào năm 1985. Tuy nhiên, khác với ông Linh cải cách của Gorbachev đã thất bại trong khi công cuộc Đổi Mới do ông Linh đề xướng đã đưa đất nước phát triển nhanh trong nhiều năm tới.
Nguyễn Văn Linh sinh ra tại Hưng Yên, một tỉnh miền Bắc nhưng hơn nửa đời người của ông lại gắn liền với miền Nam. Ông đã trải qua nhiều lần bị Thực dân Pháp bắt và tù đày. Sau năm 1945, ông Linh được Xứ ủy phân công trở lại Sài Gòn lãnh đạo 2 cuộc kháng chiến chống Pháp và Mỹ. Năm 1962, ông Linh được bầu làm lãnh đạo Trung ương Cục miền Nam chỉ đạo chiến lược trong chiến tranh cho đến ngày đất nước thống nhất.
Nguyễn Văn Linh đã kinh qua nhiều chức vụ trong Trung ương Đảng trước khi giữ chức Tổng bí thư. Ông Linh trở thành Tổng bí thư Đảng sau Đại hội VI vào ngày 18 tháng 12 năm 1986. Ông là một trong những nhà lãnh đạo của Đảng khởi xướng đường lối đổi mới, xóa bỏ cơ chế tập trung quan liêu bao cấp, chuyển sang kinh tế nhiều thành phần, vận hành theo cơ chế thị trường có sự quản lý của Nhà nước. Năm 1987, ông đã phát biểu và viết nhiều bài quan trọng làm sáng tỏ quan điểm đổi mới, đặc biệt là những vấn đề ông nêu ra dưới tiêu đề "Những việc cần làm ngay" mang bút danh N.V.L (có nghĩa là "Nói và làm" hoặc "Nhảy vào lửa") nhằm tạo ra những chuyển biến tích cực trong đời sống xã hội Việt Nam.
Với cải cách Đổi Mới, nền kinh tế Việt Nam đã từng bước phát triển chỉ sau 1 năm lạm phát 774% dã giảm xuống chỉ còn 323,1% rồi tiếp tục giảm xuống chỉ còn 34,7%. Ông cũng thúc đẩy quan hệ ngoại giao với các nước bằng phương châm "Việt Nam muốn làm bạn với các quốc gia trên thế giới". Nhờ đó, Việt Nam đã bình thường hóa quan hệ ngoại giao với Trung Quốc, Nhật Bản và các nước phương Tây và thiết lập quan hệ ngoại giao với Hàn Quốc và Hoa Kỳ qua đó thúc đẩy tiến trình đưa Việt Nam gia nhập ASEAN năm 1995. Ông rời chức Tổng bí thư vào ngày 28 tháng 6 năm 1991 rồi trở thành Cố vấn Ban Chấp hành Trung ương cho đến khi nghỉ hưu ngày 29 tháng 12 năm 1997.

## Hoạt động và sự nghiệp
Nguyễn Văn Linh tên thật là Nguyễn Văn Cúc, bí danh Mười Cúc, sinh tại làng Bần nay là thôn Yên Phú, xã Giai Phạm, huyện Yên Mỹ, Tỉnh Hưng Yên. Ông xuất thân trong một gia đình công chức, cha là Nguyễn Đức Lan, mẹ là Nguyễn Thị Nghiêm.
Năm 1925, khi đang học tiểu học ở Hà Nội, bà nội và chú ruột Nguyễn Đức Thụ chuyển về Hải Phòng, đã đưa Nguyễn Đức Cúc về thành phố này học tập tại trường Bonnan (nay là trường Trung học phổ thông Ngô Quyền thuộc quận Lê Chân, TP. Hải Phòng), học lớp đệ nhất bậc Thành chung. Khi lên lớp nhất bậc Thành chung, niên khóa 1929-1930, Nguyễn Đức Cúc được chuyển về học tại Trường Jean Dupuis. Năm 1929, ông tham gia học sinh đoàn do Hội Việt Nam Cách mạng Thanh niên lãnh đạo.
Ngày 1 tháng 5 năm 1930, được tổ chức Đảng giao nhiệm vụ, Nguyễn Đức Cúc cùng hai người bạn học là Nguyễn Văn Thiên và Lê Viên mang truyền đơn cách mạng kỷ niệm Ngày quốc tế lao động đi rải ở phố Cát Dài thì bị mật thám bắt và mặc dù còn ở tuổi vị thành niên, tòa án thực dân Pháp kết tội ông 18 tháng tù giam khi mới 15 tuổi. Ngày 26 tháng 1 năm 1931, tòa án Pháp đưa ông ra xử lại cùng với 191 tù chính trị, trong đó có 72 người tù cộng sản, bị kết án chung thân, lưu đày đi Côn Đảo. Vậy là ở tuổi 15, đồng chí đã bị kẻ địch lưu đày, rồi dấn thân vào con đường hoạt động cách mạng.
Khi bị lưu đày ở Côn Đảo, ông có cơ hội được gặp hầu hết các nhà lãnh đạo của Đảng cũng đang bị cầm tù ở đây như Tôn Đức Thắng, Phạm Văn Đồng, Bùi Công Trừng, Lê Duẩn, Phạm Hùng, Hà Huy Giáp, Lê Văn Lương, Nguyễn Duy Trinh, Ngô Gia Tự,... Đầu năm 1932, chi bộ đặc biệt của Đảng ra đời ở banh 1 để lãnh đạo cuộc đấu tranh chống lại sự khủng bố của kẻ thù, giữ vững khí tiết của những người cộng sản. Được sự kèm cặp của lớp cách mạng đàn anh, Nguyễn Văn Linh tiếp tục được học văn hóa, học nâng cao trình độ tiếng Pháp và lý luận Mác – Lênin.. Ông bị kết án tù chung thân và đày đi Côn Đảo. Năm 1936, Mặt trận Bình dân Pháp lên nắm quyền, ông được trả tự do.
Năm 1936, ông được kết nạp vào Đảng Cộng sản Đông Dương, hoạt động ở Hải Phòng. Tháng 3 năm 1937, Xứ ủy Bắc Kỳ được tái lập lại ở Hà Nội. Ông Nguyễn Văn Linh được phân công giúp việc cho cơ quan Xứ ủy và sau đó Xứ ủy cử ông xuống Hải Phòng tổ chức lập lại Thành ủy Hải Phòng.
Tháng 4 năm 1937, tại cơ sở cách mạng ở Ngõ Đá, phố Cát Dài đã diễn ra hội nghị thành lập Thành ủy gồm Nguyễn Văn Túc (Nguyễn Công Hòa), Đinh Xuân Nhạ (tức Trần Quý Kiên), Nguyễn Văn Cúc (Nguyễn Văn Linh), Nguyễn Văn Vượng, Tư Thành, Hoàng Văn Trành,... Hội nghị đã nhất trí cử ông Linh làm Bí thư Thành ủy nhưng ông dứt khoát từ chối vì chưa phải là đảng viên vì vậy Hội nghị cử Nguyễn Văn Túc làm Bí thư. Ban Tỉnh ủy mới vừa phát triển, củng cố tổ chức vừa phát động công nhân, lao động đấu tranh đòi quyền dân sinh, dân chủ làm đà cho cao trào Mặt trận Dân chủ (1936-1939). Sau đó ông chuyển lên hoạt động ở Hà Nội.
Khi trở lại Hà Nội báo cáo với Bí thư Xứ ủy Trường Chinh thì Xứ ủy mới biết Nguyễn Văn Linh chưa phải đảng viên vì Trung ương vẫn nghĩ ông đã vào Đảng năm 1930 khi bị đày đi Côn Đảo. Do vậy, Trường Chinh đã công nhận ông Linh vào Đảng kể từ năm 1936 và tiếp tục cử xuống Hải Phòng hoạt động, làm Bí thư Thành ủy Hải Phòng – Kiến An khi Bí thư Nguyễn Văn Túc được Xứ ủy cử đi vùng khác hoạt động.

## Hoạt động tại miền Nam

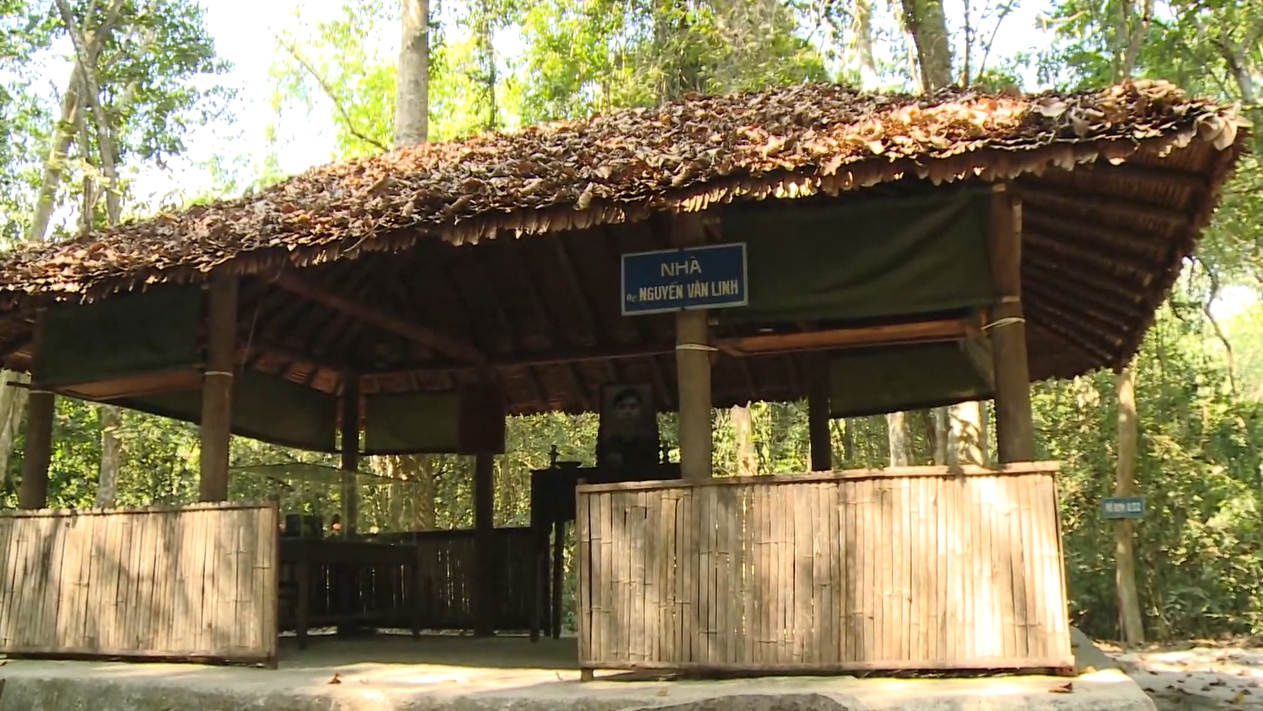
Nơi làm việc của Nguyễn Văn Linh tại Trung ương Cục miền Nam

Sau đó, ông vào hoạt động tại Sài Gòn và là cấp dưới trực tiếp của Bí thư Sài Gòn thời kì này - bà Nguyễn Thị Minh Khai.
Năm 1939, ông tham gia Ban Chấp hành Đảng bộ Thành phố Sài Gòn, sau đó được Đảng điều ra Trung Kỳ để lập lại Xứ ủy Trung kỳ.
Năm 1941, ông bị bắt ở Vinh, bị kết án 5 năm tù và bị đày ra Côn Đảo lần thứ hai.
Đến năm 1945, ông hoạt động ở miền Tây Nam Bộ, sau đó ở Sài Gòn - Chợ Lớn với cương vị Bí thư Thành ủy, Bí thư Đặc khu ủy Sài Gòn - Gia Định.
Năm 1947, Nguyễn Văn Linh là Ủy viên Xứ ủy Nam Bộ, đến 1949 là Thường vụ Xứ ủy Nam Bộ.
Từ 1955 tới 1960, ông là Bí thư Đặc khu ủy Sài Gòn-Gia Định.
Từ 1957 đến 1960, ông là Quyền Bí thư Xứ ủy Nam Bộ.
Năm 1960, tại Đại hội Đảng lần thứ III ông được bầu vào Ban Chấp hành Trung ương Đảng, làm Bí thư (1961 - 1964), rồi Phó Bí thư Trung ương Cục miền Nam. Ông có những đóng góp không nhỏ đối với chiến thắng của Việt Nam Dân chủ Cộng hòa trong cuộc chiến tranh Việt Nam.
Trong Chiến tranh Việt Nam, Nguyễn Văn Linh là Tổng Bí thư Đảng Nhân dân Cách mạng Việt Nam miền Nam Việt Nam, điều này đã chứng kiến ông chỉ đạo cuộc kháng chiến du kích chống lại quân đội Hoa Kỳ ở đó, nhưng hầu hết các nhiệm vụ của ông là tổ chức hơn là quân sự. Ông cũng chuyên tuyên truyền, nghiên cứu và cố gắng gây ảnh hưởng đến nền chính trị Hoa Kỳ có lợi cho Việt Nam Dân chủ Cộng hòa. Ông đã huấn luyện các điệp viên bí mật đặc biệt của Mặt trận dân tộc giải phóng thâm nhập vào các tổ chức chính phủ ở Sài Gòn. Năm 1968, Nguyễn Văn Linh chỉ đạo Tết Mậu Thân chống lại đối phương. Cuộc tấn công bất ngờ này vào hầu hết các thị trấn và thành phố của miền Nam Việt Nam là một bước ngoặt của Chiến tranh Việt Nam. 
Sau khi Chiến tranh Việt Nam kết thúc và Việt Nam tái thống nhất năm 1975, Nguyễn Văn Linh được giới thiệu vào Bộ Chính trị của Đảng Cộng sản và trở thành bí thư thành ủy thủ đô Sài Gòn. Năm 1976, khi Thành phố Sài Gòn đổi tên làm Thành phố Hồ Chí Minh, ông được cử làm Bí thư Thành ủy Thành phố Hồ Chí Minh. 
Tháng 12 năm 1976, tại Đại hội Đảng lần thứ IV ông được bầu vào Ban Chấp hành Trung ương và Bộ Chính trị, Ban Bí thư Trung ương, giữ chức Trưởng ban Cải tạo Xã hội chủ nghĩa Trung ương, Trưởng ban Dân vận Mặt trận Trung ương, Chủ tịch Tổng Công đoàn Việt Nam đến 1980.
Ông ủng hộ sự chuyển đổi chậm rãi của khu vực phía nam tư bản trước đây của đất nước, khiến ông xung đột với các đồng nghiệp trong đảng của mình. Vào cuối những năm 1970, mặc dù được coi là một chính trị gia đầy triển vọng của đảng, ông đã nhiều lần tranh luận với Lê Duẩn, người kế nhiệm Hồ Chí Minh làm lãnh đạo đảng. Ông Duẩn là người có tư tưởng ủng hộ về chính sách kinh tế tập thể đã tranh cãi với ông Linh khiến ông không thể thăng tiến xa hơn trong hệ thống chính trị. Năm 1982, ông thậm chí còn từ chức khỏi Bộ Chính trị. Theo bạn bè, ông Linh từ chức sau một cuộc tranh cãi về tương lai của miền Nam Việt Nam, trong đó ông bảo vệ vốn tư nhân. Trước Đại hội Đảng lần thứ V, Nguyễn Văn Linh xin rút ra khỏi Bộ Chính trị, trở lại làm Bí thư Thành ủy Thành phố Hồ Chí Minh (1981), thay ông Võ Văn Kiệt ra trung ương. Về sau, ông giải thích với ông Võ Trần Chí người sẽ giữ cương vị Bí thư Thành ủy: "Bởi vì mình thấy các anh ấy không muốn mình ở đó nên mình xin rút...". Ông trở thành một nhân vật quan trọng trong lịch sử của thành phố này.

### Hội nghị Đà Lạt
Từ 12 đến 19 tháng 7 năm 1983, lúc Lê Duẩn đi nghỉ ở Liên Xô cũ; ba vị lãnh đạo cấp cao của Việt Nam là Trường Chinh, Phạm Văn Đồng và Võ Chí Công đang nghỉ ở Đà Lạt, Nguyễn Văn Linh (lúc đó là Bí thư Thành ủy Thành phố Hồ Chí Minh) đã bí mật tổ chức "Hội nghị Đà Lạt" - Ông và một số Giám đốc các cơ sở kinh doanh sản xuất làm ăn có lãi đã trực tiếp gặp gỡ các vị lãnh đạo cấp cao (từ ngày 12 đến ngày 16 tháng 7) để báo cáo tình hình sản xuất, kinh doanh và đề đạt nguyện vọng. Ngày 17 tháng 7, Nguyễn Văn Linh mời các vị lãnh đạo thăm cơ sở chế biến tơ tằm và xí nghiệp chè của Thành phố Hồ Chí Minh tại Bảo Lộc. Ngày 19 tháng 7, Nguyễn Văn Linh có buổi làm việc riêng với các vị lãnh đạo này, ông đã báo cáo tất cả ý tưởng mà cá nhân mình đang nung nấu. "Hội nghị Đà Lạt" diễn ra trong thời gian vừa đúng một tuần lễ. Nội dung tư tưởng của các cuộc gặp trong sự kiện này đã được Nguyễn Văn Linh vận dụng vào việc chuẩn bị văn kiện Đại hội Đảng VI của Đảng Cộng sản Việt Nam - Khởi xướng công cuộc Đổi mới của Việt Nam.

## Hoạt động tại Trung ương
Tại Hội nghị Trung ương 8 khóa V tháng 8 năm 1985, lúc này Tổng bí thư đương nhiệm là Lê Duẩn đang ốm yếu nên Chủ tịch nước lúc đó là Trường Chinh đã thay ông chủ trì phiên họp. Bản thân ông và Lê Duẩn đều nhận ra những chính sách kinh tế bất hợp lý đã đưa đất nước rơi vào khủng hoảng kinh tế (lúc này Việt Nam đang vừa bị chiến tranh biên giới, bị các nước cấm vận, vừa phải đối mặt với lạm phát phi mã), ông Chinh đã ban hành Cải cách Giá – lương – tiền và bổ nhiệm Nguyễn Văn Linh, người ủng hộ các chính sách kinh tế mới, vào Bộ Chính trị với hy vọng sẽ giải quyết được tình hình kinh tế. Tháng 6 năm 1986, ông Linh được bầu vào Ban Bí thư Trung ương Đảng, Thường trực Ban Bí thư, với mục đích dọn đường cho ông có thể kế nhiệm Lê Duẩn làm Tổng bí thư để có thể triển khai cải cách kinh tế.
Ngày 10 tháng 7 năm 1986, Tổng bí thư Lê Duẩn qua đời sau thời gian dài mắc bệnh nặng, Chủ tịch nước Trường Chinh quay trở lại tạm quyền Tổng bí thư. Thời điểm mà ông Lê Duẩn mất, Cải cách Giá – lương – tiền thất bại và Việt Nam trải qua lạm phát phi mã lên đến 774%. Với sự chỉ đạo của Tổng Bí thư Trường Chinh, Bộ Chính trị đã họp tháng 8 năm 1986 và đi tới những kết luận quan trọng. Bộ Chính trị đã nhận ra rằng những chính sách kinh tế bao cấp đã đưa Việt Nam vào tình trạng trì trệ và nhấn mạnh đổi mới cơ cấu kinh tế, cơ chế quản lý, 3 chương trình kinh tế lớn và cần thiết phải tổ chức một kỳ Đại hội mới để cải cách kinh tế của đất nước. Với tư duy lý luận mới và quá trình khảo nghiệm thực tiễn, Tổng Bí thư Trường Chinh cùng với Thường trực Ban Bí thư Nguyễn Văn Linh và tập thể Bộ Chính trị, Ban Bí thư khóa V đã chỉ đạo chặt chẽ xây dựng các văn kiện trình Đại hội VI của Đảng.

## Tổng bí thư (1986-1991)
Tháng 12 năm 1986, tại Đại hội Đảng toàn quốc lần thứ VI, Nguyễn Văn Linh được bầu vào Ban chấp hành Trung ương, được Trung ương bầu vào Bộ Chính trị và giữ chức Tổng bí thư Ban chấp hành Trung ương Đảng, kiêm chức Bí thư Đảng ủy Quân sự Trung ương (1987). Từ đây bắt đầu thời kỳ Đổi Mới và Cởi Mở của Việt Nam. Tuy nhiên sau khi khối Đông Âu tan rã, sự kiện Bức tường Berlin qua đi, đồng minh thân cận của Việt Nam như lãnh đạo Rumani Ceaucescu bị lật đổ, các cán bộ lãnh đạo trong Đảng đã hạn chế bớt tiến trình này.

### Công cuộc Đổi Mới

Ông Nguyễn Văn Linh thăm xí nghiệp may tư nhân Minh Châu trong chuyến thăm và làm việc tại tỉnh Quảng Nam- Đà Nẵng, năm 1987

Vào giữa những năm 80 của thế kỷ XX, lúc còn là Bí thư Thành ủy Thành phố Hồ Chí Minh, Nguyễn Văn Linh đã tiến hành thí điểm những đổi thay trong cơ chế quản lý kinh tế ở một số doanh nghiệp nhà nước tại thành phố đông dân nhất Việt Nam. Đây là những bước đột phá đầu tiên mặc dù chưa hoàn thiện nhằm xóa bỏ cơ chế quản lý tập trung quan liêu bao cấp tồn tại ở Việt Nam trong nhiều năm. Đây cũng là những đòi hỏi và đã giúp Đảng Cộng sản Việt Nam hoạch định đường lối, chính sách cho thời kỳ đổi mới.
Cuối tháng 5 năm 1987, trên trang nhất báo Nhân Dân xuất hiện một bút danh mới N.V.L với mục Nói và Làm. Ông viết một loạt bài "Những việc phải làm ngay", ký tên NVL. Theo lời kể của nhà báo Hữu Thọ:
| “         | Lúc đó tôi công tác ở báo Nhân dân. Tối ngày 24 tháng 5 năm 1987 là phiên tôi trực ban biên tập. Vào khoảng 17 giờ 30, khi mọi người đã về, tòa soạn chỉ còn tôi và ban thư ký trực hôm đó thì đồng chí thường trực ở cổng 71 Hàng Trống đưa vào một phong thư nói là của một người đứng tuổi đi xe ôtô Lada màu sữa gửi ban biên tập. Tuy không đóng dấu hỏa tốc nhưng do phong bì của Văn phòng Trung ương nên tôi mở ngay. Trong phong bì có thư và một bài báo viết tay. Bức thư thì ký tên Nguyễn Văn Linh, nói rõ là gửi bài báo, nếu ban biên tập thấy được thì đăng. Còn bài báo có đầu đề "Những việc cần làm ngay", ký tên NVL. | ” |
| — Hữu Thọ | |   |

Chuyên mục mà ông Linh viết thường kỳ trên tờ báo có tựa đề "Những Việc Cần Làm Ngay" đã được đăng trên trang nhất của báo Nhân dân từ ngày 25 tháng 5 năm 1987 đến ngày 28 tháng 9 năm 1990. Nội dung của chuyên mục lúc này là phê phán nạn tham nhũng và tư duy trì trệ của giới tinh hoa chính trị Việt Nam đang diễn ra phổ biến lúc bấy giờ.
Từ năm 1986 đến 1991 trong nhiệm kỳ làm Tổng Bí thư, Nguyễn Văn Linh đã góp phần lớn mang tính quyết định làm xoay chuyển tình thế, mở đường cho sự nghiệp đổi mới tiến lên. Nhằm khắc phục những bất cập, lạc hậu của cơ chế tập trung quan liêu, bao cấp của Việt Nam, ông đã đưa ra những ý tưởng mới, quan niệm mới, cách làm mới. Ông đã xóa bỏ chính sách mà người miền Nam hay gọi là "ngăn sông cấm chợ", làm triệt tiêu hoàn toàn quyền lực và sự lộng hành của một vài thương nhân nhà nước hoặc mậu dịch quốc doanh biến chất lúc bấy giờ. Kiên quyết làm gương về chống tác phong quan liêu, xa dân, từ bỏ những đặc quyền đặc lợi. Ông đã bỏ chế độ lãnh đạo cấp cao đi máy bay chuyên cơ trong nước, đi công tác bằng xe Lada không có máy điều hoà (tiêu chuẩn dùng cho cấp Thứ trưởng); vào Nam ra Bắc ông đều đi máy bay chung với mọi người; cắt giảm chế độ bảo vệ an ninh cho cán bộ cấp cao,...

### Đóng góp trong thời kỳ Đổi Mới
Nguyễn Văn Linh đã vạch ra quá trình đổi mới tổ chức của Đảng. Các học giả cho rằng những đóng góp và tầm quan trọng của ông trong cải cách đã đưa ra một phân tích rất chi tiết và rõ ràng về chương trình cải tổ Đảng Cộng sản Việt Nam của ông trong bối cảnh rộng lớn hơn của Đổi Mới. Nguyễn Văn Linh đã thể hiện sự linh hoạt và khả năng thích ứng với xu hướng xoay chuyển không chính thống trong quá trình hoạch định chính sách. Các học giả như Stern thấy rằng Nguyễn Văn Linh ít dựa vào các công cụ vận động, các chiến dịch hô hào, các biểu tượng và nhiều hơn nữa vào các chương trình phối hợp quan liêu. Ông có thể sử dụng các tổ hợp nguồn lực độc đáo để tấn công các vấn đề cụ thể liên quan đến đảng phái, thường dựa vào các phương tiện truyền thông và các tổ chức quần chúng được chọn để thúc đẩy tư tưởng cải cách của mình. Nguyễn Văn Linh đã đóng vai trò quan trọng trong việc chỉ đạo các phiên họp toàn thể của Ban chấp hành Trung ương, coi trọng hơn quá trình ra quyết định nơi các quan điểm trái chiều về chính sách kinh tế và các vấn đề chính trị cơ bản được thảo luận. Stern cho rằng, phần lớn là do phương thức hoạt động cởi mở, linh hoạt, đổi mới và độc đáo của Nguyễn Văn Linh trong bộ máy quan liêu Việt Nam, điều này cho thấy tầm quan trọng của ông trong cách ông quản lý chính trị để đóng góp cho cải cách.

### Chính sách đối ngoại
Trong nhiệm kỳ Tổng bí thư của ông, Việt Nam chính thức rút quân khỏi Campuchia dẫn đến việc Việt Nam thiết lập, cải thiện và bình thường hóa quan hệ ngoại giao với nhiều quốc gia trong thời kỳ cuối của cuộc Chiến tranh Lạnh. Chủ trương ngoại giao của Việt Nam lúc đó là "Việt Nam muốn là bạn với tất cả các nước trong cộng đồng thế giới, phấn đấu vì hòa bình, độc lập và phát triển". Tiêu biểu nhất là sự kiện bình thường hóa quan hệ Việt-Trung sau thời gian dài căng thẳng sau sự kiện Việt Nam dẫn quân đến Campuchia chống lại Khmer Đỏ. Tại Hội nghị Thành Đô năm 1990, Tổng bí thư Đảng Cộng sản Việt Nam Nguyễn Văn Linh và Tổng bí thư Đảng Cộng sản Trung Quốc Giang Trạch Dân đã bí mật gặp mặt và cả hai bên đã ra tuyên bố bình thường hóa quan hệ ngoại giao giữa hai nước sau thời gian dài căng thẳng. Kết quả của hội nghị là một loạt các thay đổi trong đối nội và đối ngoại, không chỉ giữa Việt Nam với Trung Quốc, mà còn giữa Việt Nam với Hoa Kỳ và các nước ASEAN với sự kiện Việt Nam gia nhập ASEAN và thiết lập quan hệ ngoại giao với Hoa Kỳ năm 1995.

## Cố vấn Ban Chấp hành Trung ương Đảng (1991-1997)
Sau một nhiệm kỳ Tổng Bí thư (1986-1991), ông cương quyết rút lui không ra ứng cử trong nhiệm kỳ tiếp theo vì lý do sức khỏe và xin được làm công việc nhẹ hơn, dù nhiều người muốn ông làm thành viên của Ban chấp hành Trung ương khóa VII sau khi khóa VI kết thúc vào năm 1991. Ông nói "dù không còn ở trong Trung ương nữa, nhưng với trách nhiệm là người đảng viên, tôi xin cố gắng cống hiến sự hiểu biết và kinh nghiệm nhỏ bé của mình cho cách mạng, cho Đảng cho đến hơi thở cuối cùng". Thủ tướng Đỗ Mười trở thành người kế nhiệm ông vào ngày 27 tháng 6 năm 1991. Tại các Đại hội Đảng toàn quốc lần thứ VII (tháng 6 năm 1991) và lần thứ VIII (tháng 6 năm 1996), ông được cử làm Cố vấn Ban Chấp hành Trung ương. Ông là đại biểu Quốc hội khóa VIII. Bắt đầu bằng bài phát biểu đầy bất ngờ tại Đại hội VII và sau đó là hàng loạt bức thư gửi báo chí trong nước, ông Linh cuối cùng đã phủ nhận ảnh hưởng từ chính sách của mình, cáo buộc các nhà đầu tư nước ngoài bóc lột quê hương và làm tổn hại đến đất nước của ông. Ông tấn công khoảng cách ngày càng tăng giữa người giàu và người nghèo và cáo buộc các công ty Mỹ bán phá giá hàng hóa cho đất nước thay vì giúp đỡ đất nước bằng đầu tư và công nghệ. Trong thư gửi báo chí năm ngoái, ông chỉ trích những gì ông cho là khoảng cách giàu nghèo ngày càng tăng và sự gia tăng của tệ nạn liên quan đến thị trường tự do. Trong một bài viết trên một tờ báo đảng hồi tháng 7, ông chỉ trích các công ty Mỹ, cho rằng họ đang bán phá giá hàng tiêu dùng ở Việt Nam hơn là hỗ trợ nước này thông qua đầu tư và công nghệ. Ông nói: "Vấn đề không phải là cầu xin các nhà tư bản nước ngoài mà là quản lý và đưa ra các chính sách có lợi hơn cho nền kinh tế trong nước. Tôi mong rằng trong tương lai, Việt Nam sẽ tìm mọi biện pháp để quan hệ quốc tế của chúng ta trở nên bình đẳng hơn". Ông Linh tiếp tục được bầu làm Cố vấn Ban Chấp hành Trung ương Đảng sau Đại hội VIII. Ngày 29 tháng 12 năm 1997, ông Linh cùng với 2 người khác là Phạm Văn Đồng, Võ Chí Công từ chức Cố vấn Ban chấp hành Trung ương Đảng Cộng sản Việt Nam vì tuổi cao sức yếu. Trước đó, ngày 26 tháng 12, Tổng bí thư Đỗ Mười cũng nộp đơn xin từ chức và cả Chủ tịch nước Lê Đức Anh và Thủ tướng Võ Văn Kiệt cũng xin rút khỏi Bộ Chính trị.

## Tác phẩm
- Thành phố Hồ Chí Minh mười năm
- Đổi mới tư duy và phong cách
- Về công tác quần chúng
- Đổi mới để tiến lên (4 tập)
- Theo con đường Bác Hồ đã chọn [3]

## Đánh giá
| “                                  | Có thể nói Nguyễn Văn Linh đã có một vai trò sáng giá trong những năm đầu sau Đại hội Đảng lần thứ VI. | ” |
| — Chuyên gia sử kinh tế Đặng Phong | |   |

| “                 | Hiếm có một nhà lãnh đạo nào đã trải qua những chặng đường như đồng chí đã trải qua: vào rồi lại ra, rồi lại được Trung ương bầu lại vào Bộ Chính trị. Dù lịch sử có những lúc phải đi qua những chặng đường gồ ghề, khúc khuỷu; phải trải qua những lựa chọn hết sức khó khăn, nhưng cuối cùng là một lựa chọn đúng đắn và sáng suốt của Đảng ta: Đồng chí Mười Cúc - Nguyễn Văn Linh được Đại hội Đảng toàn quốc lần thứ sáu năm 1986 bầu giữ chức Tổng Bí thư của Đảng. | ” |
| — Phạm Quang Nghị | |   |

| “             | Trong cuộc đời mình, tôi chưa từng thấy vị lãnh đạo nào dám lội ngược dòng chính trị, ngược dòng lịch sử - lội ngược mà không chìm như anh Nguyễn Văn Linh... Sau Đại hội Đảng toàn quốc lần thứ IV, đang nằm trong Bộ Chính trị thì đến cuối nhiệm kỳ, anh Linh đã xin rút rồi được phân công trở về làm Bí thư Thành ủy Thành phố Hồ Chí Minh vào đúng thời kỳ cam go nhất. Anh đã vực dậy kinh tế TP, trở lại tham gia Bộ Chính trị rồi trở thành Tổng Bí thư. Mọi biến động, thăng trầm trong cuộc đời làm cách mạng, làm chính trị đi ngang qua anh và anh đón nhận tất cả với một thái độ bình thản đến lạ lùng. | ” |
| — Võ Trần Chí | |   |

| “ | "Cho dù không thể đưa một xã hội đã bắt đầu thức tỉnh quay trở lại vào lồng, ông Nguyễn Văn Linh đã bỏ lỡ cơ hội để được lịch sử đánh giá như một Tổng bí thư đổi mới." (Huy Đức - Bên thắng cuộc II) | ” |

| “                              | Tổng bí thư Nguyễn Văn Linh (nhiệm kỳ 1986-1991) là một trong những người học trò xuất sắc của Chủ tịch Hồ Chí Minh, người chiến sĩ cộng sản kiên cường, nhà lãnh đạo có uy tín lớn của Đảng, Nhà nước và nhân dân, người bạn tin cậy của bạn bè quốc tế...Cuộc đời hoạt động cách mạng của đồng chí Nguyễn Văn Linh thật phong phú và oanh liệt. Dù ở đâu, làm gì, ở cương vị nào, đồng chí cũng hết lòng vì Đảng, vì dân, vững vàng trước mọi khó khăn thử thách, kiên định mục tiêu lý tưởng độc lập dân tộc và CNXH, hoàn thành xuất sắc các nhiệm vụ và có những đóng góp to lớn cho Đảng, cho cách mạng. | ” |
| — Tổng bí thư Nguyễn Phú Trọng | |   |

| “ | Từ tổng kết thực tiễn trên nhiều lĩnh vực, đồng chí đã có những đóng góp tích cực và hiệu quả vào việc thiết kế đường lối, chính sách đổi mới của Đảng và Nhà nước... Đồng chí Nguyễn Văn Linh đã cùng tập thể lãnh đạo nhạy bén, chủ động, sáng tạo khôn khéo, chèo lái con thuyền cách mạng vượt qua những bước hiểm nghèo của thời kỳ xảy ra những biến động to lớn trên thế giới; đẩy mạnh công cuộc đổi mới, xây dựng và bảo vệ Tổ quốc; phát triển kinh tế-xã hội, củng cố quốc phòng-an ninh, cải thiện đời sống nhân dân, mở rộng quan hệ đối ngoại và nâng cao vị thế của Việt Nam trên trường quốc tế" | ” |
| — Điếu văn của Ban Chấp hành Trung ương Đảng Cộng sản Việt Nam do Tổng bí thư Lê Khả Phiêu đọc tại Lễ truy điệu nguyên Tổng bí thư Nguyễn Văn Linh, ngày 29 tháng 4 năm 1998 | |   |

## Nghỉ hưu và qua đời

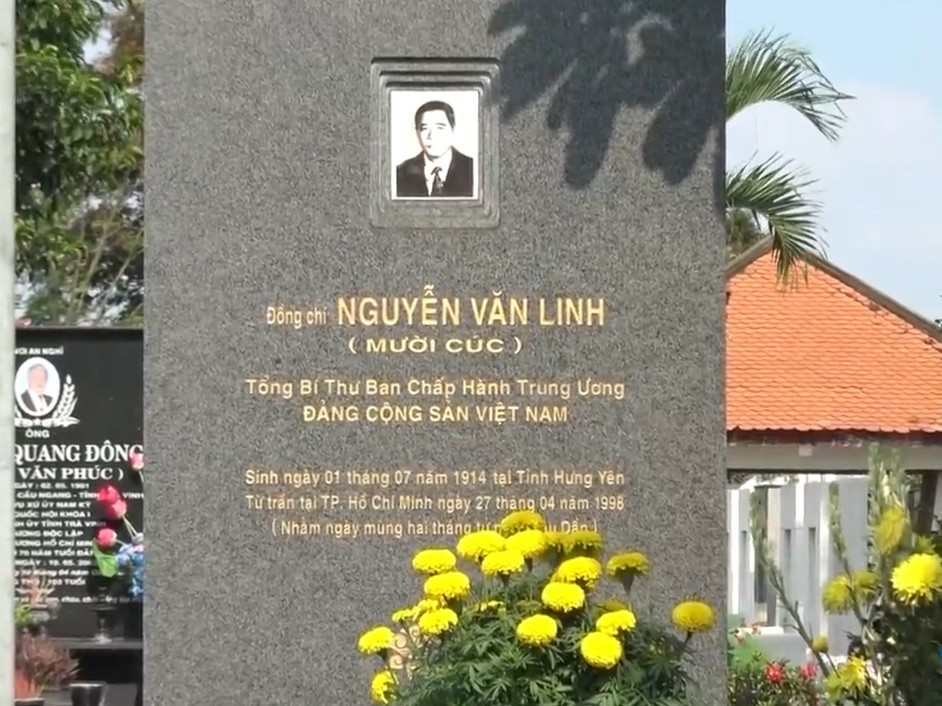
Mộ cố Tổng bí thư Nguyễn Văn Linh

Ngày 29 tháng 12 năm 1997, sau khi cùng với ông Đồng và ông Công từ chức Cố vấn Ban chấp hành Trung ương Đảng Cộng sản Việt Nam, ông chính thức nghỉ hưu và trị căn bệnh đã hoành hành ông từ trước Đại hội VII. Ông qua đời vào ngày 27 tháng 4 năm 1998 chỉ 3 ngày trước kỷ niệm 23 năm ngày giải phóng miền Nam vì căn bệnh ung thư gan là nguyên nhân khiến ông phải rút khỏi Trung ương, hưởng thọ 82 tuổi. Lễ quốc tang của ông được tổ chức trong ngày 29 tháng 4 năm 1998 và linh cữu của ông được quàn tại Hội trường Thống Nhất, Thành phố Hồ Chí Minh. Trong điếu văn của Ban Chấp hành Trung ương Đảng, Tổng bí thư Lê Khả Phiêu đã nhận xét ông Linh là một nhà lãnh đạo tận tụy, đổi mới, sáng tạo, cố gắng hết mình để cống hiến cho Đảng, Nhà nước và phục vụ nhân dân. Sau lễ quốc tang, vào chiều cùng ngày ông được an táng tại Nghĩa trang Thành phố Hồ Chí Minh.

## Phong tặng và vinh danh
Ông được tặng thưởng Huân chương Sao vàng và nhiều huân chương khác.
Tên ông được đặt cho nhiều đường, phố và các trường học ở nhiều nơi tại Việt Nam.
Đường Nguyễn Văn Linh được đặt ở Hà Nội (nối đoạn cắt Nguyễn Văn Cừ - Ngô Gia Tự với đường Nguyễn Đức Thuận), thành phố Hồ Chí Minh (nối Tân Thuận đến đoạn cắt Quốc lộ 1 và tuyến đi Trung Lương), Đà Nẵng (nối sân bay Đà Nẵng với Võ Văn Kiệt), Cần Thơ (nối quốc lộ 91B với đường Quang Trung), Hải Phòng (nối Tôn Đức Thắng với Nguyễn Bỉnh Khiêm), Đồng Hới, Quảng Bình (nối đường Lý Thường Kiệt với đường Hữu Nghị, phường Nam Lý)...
Tại chính quê hương ông, Đài Phát thanh - Truyền hình Hưng Yên tọa lạc trên con đường cùng tên và địa chỉ là tại số 164 Nguyễn Văn Linh, Hưng Yên.
Một nhà tưởng niệm ông được xây dựng tại quê hương.

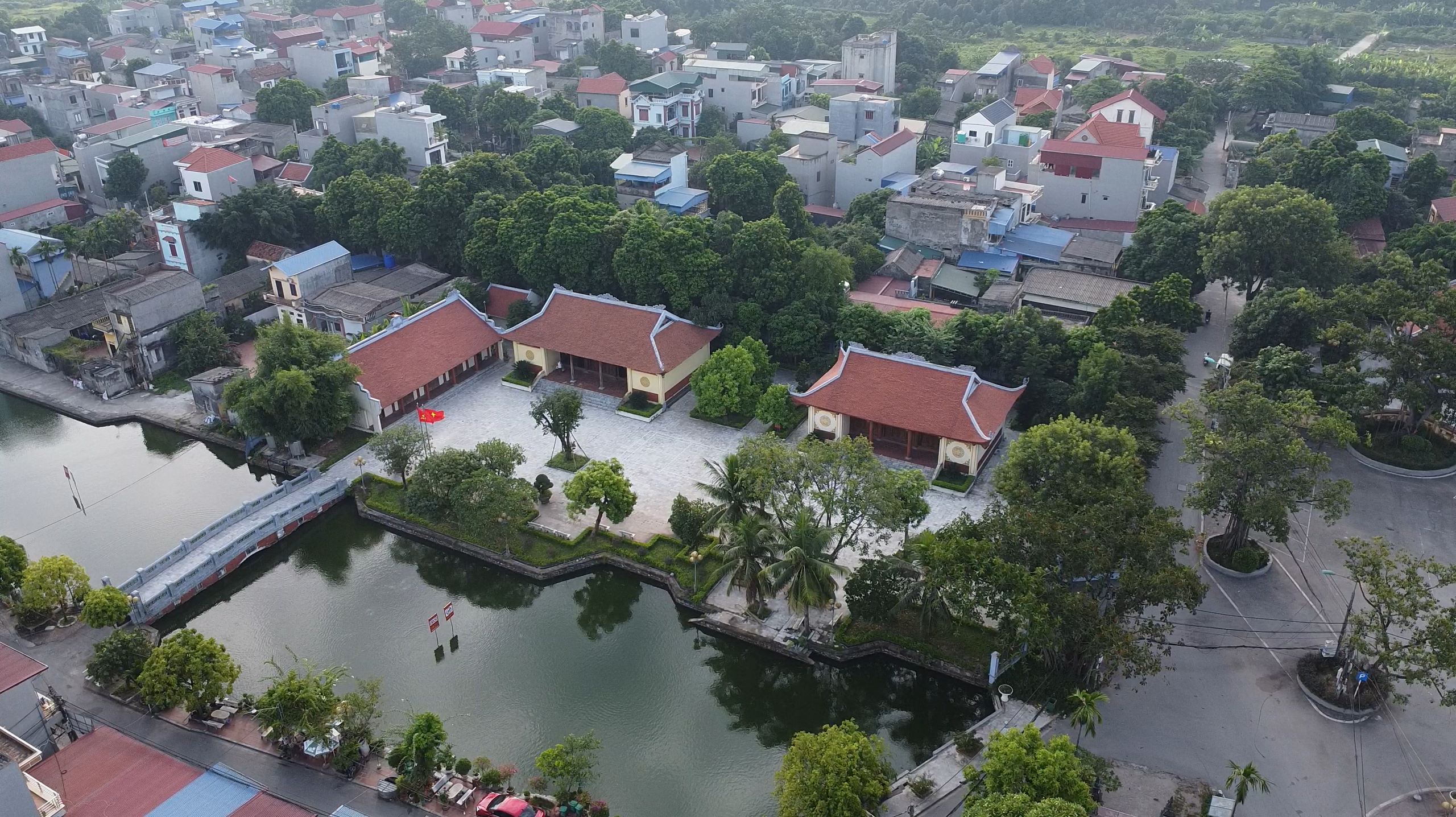
lãnh đạo tỉnh Hưng Yên chủ trương xây dựng nhà tưởng niệm đồng chí ngay trên khu đất xưa của gia đình tại Xã Giai Phạm, huyện Yên Mỹ (Hưng Yên)

## Gia đình
Phu nhân là bà Ngô Thị Huệ (1918-2022, kết nạp Đảng năm 1936, bà từng là Phó Chủ tịch Hội Bảo trợ bệnh nhân nghèo Thành phố Hồ Chí Minh. Trước đó là Đại biểu Quốc hội Việt Nam khóa I đến khóa IV, nguyên Phó Bí thư Tỉnh ủy tỉnh Vĩnh Long, nguyên Ủy viên Ban Thường vụ Thành ủy Sài Gòn, nguyên Vụ trưởng Vụ Cán bộ trực thuộc Ban Tổ chức Trung ương Đảng Cộng sản Việt Nam). Hai ông bà có con gái đầu lòng tên Nguyễn Thi Hòa năm 1953, con gái thứ Nguyễn Thị Bình năm 1954 và con trai Nguyễn Hùng Linh (hay Nguyễn Văn Linh) khoảng năm 1957.
Tên Nguyễn Văn Linh thực chất là bí danh, và được đặt theo tên người con trai út của ông.